# Kownaty-Kolonia (Kownaty)
Kownaty-Kolonia – kolonia wsi Kownaty w Polsce, położona w województwie podlaskim, w powiecie łomżyńskim, w gminie Piątnica.
W latach 1975–1998 kolonia administracyjnie należała do województwa łomżyńskiego.